# X Congresso del Partito Comunista Russo (bolscevico)
Il X Congresso del Partito Comunista Russo (bolscevico), o PCR(b), si svolse dall'8 marzo al 16 marzo 1921 a Mosca.

## Lavori
Al Congresso parteciparono 716 delegati con diritto di voto deliberativo e 418 delegati con voto consultivo.
Tra le decisioni dell'assemblea vi furono modifiche allo Statuto che istituirono il divieto di costituzione di frazioni nel partito e che ribadirono il principio dell'assunzione delle decisioni tramite il più ampio dibattito interno e quello della libertà di critica.
Al termine dei lavori i delegati elessero il nuovo Comitato centrale, composto da 25 membri effettivi e 15 candidati.